# Церковь Рождества Христова (Екатеринбург)
Храм в честь Рождества Христова — приходской храм Екатеринбургской епархии. Первый вновь построенный со времён революции 1917 года храм Русской православной церкви в Екатеринбурге. Расположен на улице Машиностроителей.

## История
Проектирование храма осуществляли архитекторы из Новосибирска под руководством П. В. Самойлова и группа екатеринбургских архитекторов под руководством В. Н. Баранцева.
Закладка храма была произведена 30 сентября 1996 года. Строительство велось в 1998—1999 годах при содействии АО «Уралмаш». Открытие храма состоялось 7 января 1999 года, в праздник Рождества Христова.
19 сентября 2000 года в честь 2000-летия христианства возле входа в храм была установлена бронзовая статуя Архангела Михаила высотой 2,5 метра и весом более 2 тонн. Отливка статуи была произведена на Уралмаше. 23 сентября монумент был освящён патриархом Алексием II.
Действует отдельное здание прихода.По состоянию на 2018 год, Христорождественский приход являлся одним из крупнейших приходов в Екатеринбургской епархии. Он духовно окормляет дом-интернат для инвалидов и престарелых Орджоникидзевского района, реабилитационный центр для детей-инвалидов «Пеликан», детский приют «Гнёздышко», больничные учреждения на Уралмаше, школы, училища, воинские части. Наряду с этим, приход построил Свято-Троицкую церковь на Шарташе, храм во имя Святой Блаженной Ксении Петербургской на Восточном кладбище, храм во имя Святой Матроны Московской, храм в честь святого преподобного Сергия Радонежского и преподобномученицы Елизаветы.
Настоятелем храма до 2019 года был протоиерей Владимир Зязев, негласно считавшийся духовным наставником членов ОПС «Уралмаш». Настоятель первого построенного в городе после 1917 года храма считал, что в Екатеринбурге нужно минимум 300 храмов:

В дореволюционной царской России на 1500 человек приходился один храм, на 1000 человек — один священник. Если брать Екатеринбург и ближайшие города — Березовский, Верхнюю Пышму, наберется 1,5 миллиона человек. По старой пропорции надо 1000 храмов. Мы же хотим гораздо меньше — по храму на каждые 5 тысяч человек. Хотя и 300 храмов для Екатеринбурга — мало.— настоятель храма Рождества Христова на Уралмаше отец Владимир Зязев, 2011 год